# Reason (album de Melanie Chisholm)
Pour les articles homonymes, voir Reason.
Albums de Melanie Chisholm
Northern Star
(1999) Beautiful Intentions
(2005)
Reason est le deuxième album de Melanie Chisholm, sorti en 2003.

## Titres
1. Here It Comes Again (Chisholm, De Vries, Howard) – 4:21
2. Reason (Chisholm, Vettese) – 4:20
3. Lose Myself In You (Chisholm, Rowe, Skarbek) – 4:15
4. On The Horizon (Alexander, Chisholm, Nowels) – 3:39
5. Positively Somewhere (Campsie, Chisholm, Thornalley) – 3:46
6. Melt (Chambers, Chisholm) – 3:47
7. Do I (Chisholm, Munday, Thornalley) – 3:37
8. Soul Boy (initialement composée par Edyta Górniak) (Buchanan) – 4:31
9. Water (Chisholm, Johansson) – 3:40
10. Home (Arnold, Chisholm) – 4:42
11. Let's Love (Chisholm, Munday, Thornalley) – 3:26
12. Yeh Yeh Yeh (Chisholm, Lawrence) – 4:19